# Kilt

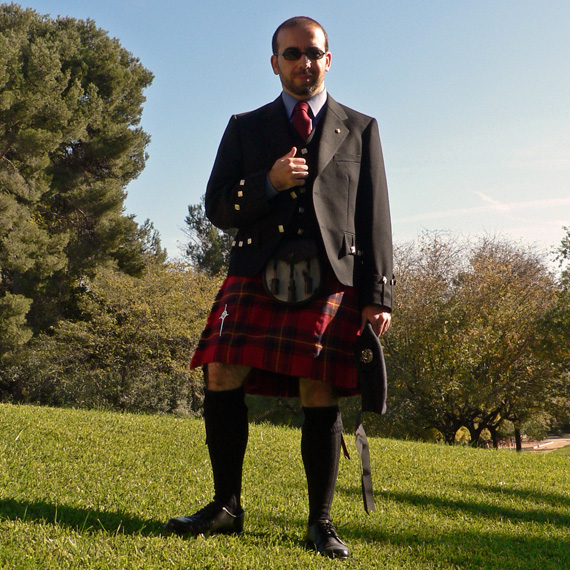
Highland dress: Kilt, sporran y chaqueta Argyll.

El kilt, conocido popularmente como falda escocesa, es la prenda más típica de Escocia e Irlanda. Consiste en una falda que forma parte de la ropa tradicional masculina. Es utilizada en la actualidad solo para las grandes ocasiones como bodas, convenciones, etc.
Suele afirmarse que el color del kilt diferencia tradicionalmente a los diferentes clanes provenientes de la región de las Tierras Altas escocesas. Sin embargo, en un famoso estudio del historiador Hugh Trevor-Roper, titulado La invención de la tradición: la tradición de las Highlands en Escocia, se demuestra que el kilt, como la gaita, en cuanto símbolo de la identidad nacional escocesa e irlandesa, fue elaborado muy posteriormente a lo que se da a entender: «Lejos de ser un vestido tradicional highland, fue inventado por un inglés después de la Unión de 1707, y los diferentes «tartanes de los clanes» son incluso una invención más tardía». El ensayo está incluido en el volumen La invención de la tradición (1983), Hobsbawm y Granger (eds, pp. 23-48. Barcelona: Crítica). Al diseño particular de cada tipo de cuadriculado se alude a veces, por extensión en relación con el tejido, con el término tartán.
Es importante resaltar que, aunque la ropa interior puede o no usarse bajo el kilt (como el usuario lo prefiera), la tradición dice que un «verdadero escocés» no debe usar nada debajo de su falda escocesa. Sin embargo, en 2010, el director de la Autoridad Escocesa de los Tartanes, Brian Wilton, describió que en algunas circunstancias la tradición de no usar ropa interior podría ser algo «infantil y antihigiénico» y considerarse «una afrenta a la decencia».
Se desconoce exactamente por qué comenzó la práctica de no usar ropa interior debajo de la falda escocesa, pero muchas fuentes indican que se originó con el uniforme militar escocés en el siglo XVIII, lo que llevó a la invención de expresiones como "ir al regimiento" o "práctica militar" para referirse al acto de no usar ropa interior. La primera referencia conocida a la práctica es una serie de ilustraciones satíricas francesas en 1815 cuando París fue ocupada después de la Batalla de Waterloo. Aun así, se desconoce si la práctica era un requisito del código de vestimenta, si se dejaba a la preferencia del soldado individual, o simplemente un rumor falso que luego se convirtió en una práctica real. La falda seguía siendo parte de algunos uniformes de combate del regimiento en el frente occidental durante la Primera Guerra Mundial:  todos los días, un oficial superior inspeccionaba el regimiento y tenía un espejo para mirar debajo de las faldas. Cualquier persona que se encontrara usando calzoncillos sería enviada de vuelta para quitárselos. Sin embargo, en 1940 la falda se retiró del combate debido a la vulnerabilidad de la piel desnuda a los agentes químicos, aunque se conservó como el uniforme formal de los regimientos. Esta práctica condujo a un incidente en 1997, cuando las condiciones del viento durante una ceremonia militar en Hong Kong hicieron que un soldado de Black Watch quedara expuesto frente a la prensa.

## El kilt original

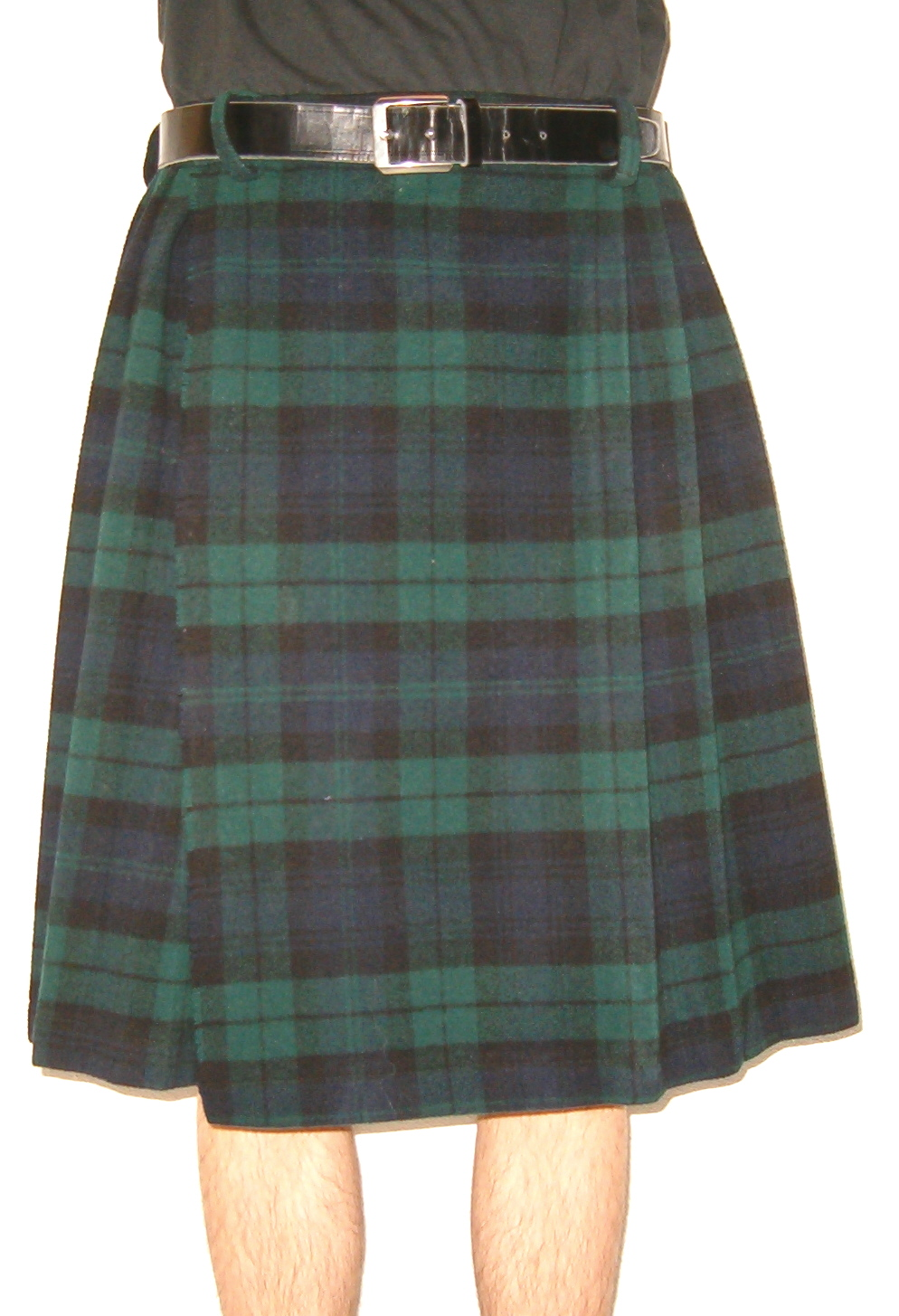
Kilt.

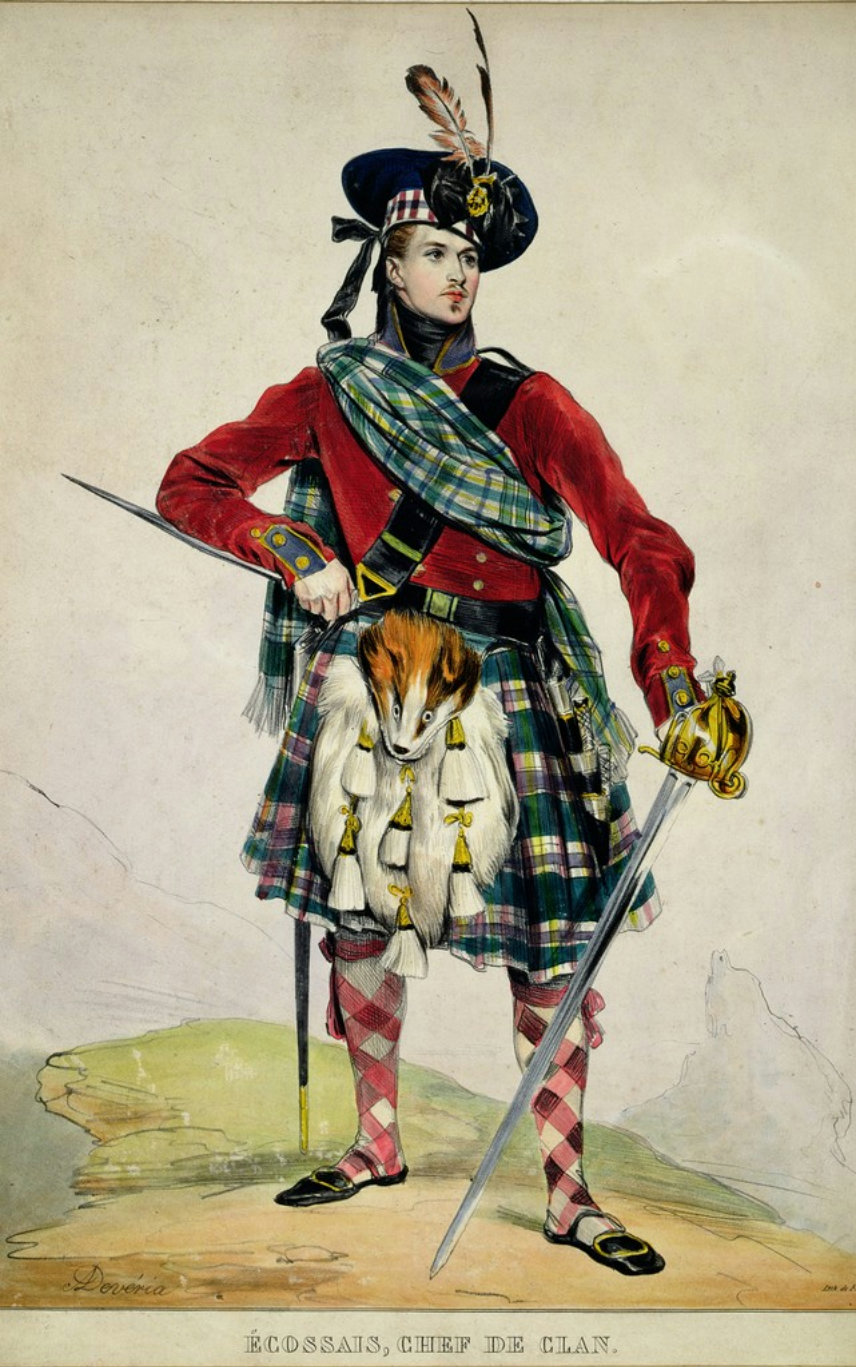
Jefe de clan escocés, de Eugène Devéria

El origen del kilt está en la prenda llamada feileadh mor, una túnica larga, y sin confeccionar, de unos cinco metros de largo, que se recogía y luego se ataba con cinturón alrededor de la cintura para cubrirse tanto el cuerpo como las piernas. De cintura para abajo, la feileadh mor se parecía a la actual falda (pero más larga), mientras que la tela sobrante se colocaba por encima del hombro y se sujetaba con un broche. La parte de arriba se podía colocar por los hombros de diversas maneras, dependiendo de las exigencias del tiempo, la temperatura o la libertad de movimiento necesaria.

### Su evolución
La feileadh mor se simplificó prescindiendo de la parte de arriba y dejando únicamente el cinturón y una falda más corta. La prenda resultante recibió el nombre de feileadh beg, o kilt pequeño. Según se cree, esta transformación tuvo lugar a instancias de un inglés, director de una fundición en Invergarry, que consideraba que sus empleados (todos ellos ataviados con la falda escocesa tradicional) necesitaban una mayor libertad de movimientos para hacer su trabajo.

### Prohibición y supervivencia
Tras la derrota de los jacobitas en Culloden en 1746, se prohibieron el kilt y otros elementos de la vestimenta de las Tierras Altas. El kilt no desapareció durante estos años gracias, en gran parte, a su adopción por los regimientos de las Tierras Altas al servicio del ejército británico. Sin embargo, durante los últimos 200 años, la falda escocesa se ha convertido en un símbolo considerable del orgullo escocés e irlandés.
Como curiosidad, en la I Guerra Mundial (la primera guerra moderna en la que se dio importancia al camuflaje de las tropas, rechazando los coloridos y abigarrados uniformes anteriores, que eran demasiado visibles para el enemigo) los regimientos escoceses del ejército británico llevaban un kilt "militar" de color caqui. 
Los actuales regimientos de Highlanders aún suelen llevarlo (aunque no en acción), pero ya no constituye una prenda de vestir de diario en Escocia. Se ven hombres con kilts sobre todo en celebraciones como bodas, juegos de las Tierras Altas y otros acontecimientos similares.

## Otras faldas masculinas
Aunque el kilt es la falda masculina más reconocible en el mundo entero, existe una gran variedad de trajes tradicionales masculinos similares a la falda, antiguos y modernos. Son de mencionar la fustanela griega, el kikoi de algunas regiones de África del este, el lungui (lungi) y el Dhoti indio, la sapeta mexicana y de otros pueblos nativos americanos, el chiripá de los gauchos del Cono Sur de América, el sulu fidyiano, el tupenu tongano, el sarong y el lava-lava de la Polinesia y otras islas del Pacífico. A esto se agregan trajes y túnicas como el kimono y el yukata japoneses, el dashiki africano, el caftán de Oriente Medio, la chilaba marroquí, el giermak polaco, el galabiyah egipcio, el gho del Himalaya, el longyi birmano, el anaco de los guambianos en Colombia, y un conjunto muy variado de sotanas y hábitos usados regularmente por el clero en la mayoría de las religiones.